# اچ‌ام‌اس لندن (۱۷۶۶)
اچ‌ام‌اس لندن (۱۷۶۶) (به انگلیسی: HMS London (1766)) یک کشتی بود که طول آن ۱۷۷ فوت ۶ اینچ (۵۴٫۱۰ متر) بود. این کشتی در سال ۱۷۶۶ ساخته شد.